# روبرت ماكسويل أوغيلفي
روبرت ماكسويل أوغيلفي (بالإنجليزية: Robert Maxwell Ogilvie)‏ هو باحث في تاريخ العصور الكلاسيكية ومؤرخ بريطاني، ولد في 5 يونيو 1932، وتوفي في 7 نوفمبر 1981 في سنت أندروز في المملكة المتحدة.

## وصلات خارجية
- روبرت ماكسويل أوغيلفي على موقع ديسكوغز (الإنجليزية)